# مندون
مندون (يوتا) (بالإنجليزية: Mendon, Utah)‏ هي مدينة تقع في الولايات المتحدة في مقاطعة كاش، يوتا. يقدر عدد سكانها بـ 1,272 نسمة ومساحتها 3.2 كم2 وترتفع عن سطح البحر 1,370 متر.

## التركيبة السكانية
حدّد مكتب تعداد الولايات المتحدة بيانات التركيبة السكانية لمندون في تعداد الولايات المتحدة. في ما يلي، التركيبة السكانية حسب تعدادي 2000 و2010.

### تعداد عام 2000
بلغ عدد سكان مندون 898 نسمة بحسب تعداد عام 2000، وبلغ عدد الأسر 267 أسرة وعدد العائلات 234 عائلة مقيمة في المدينة. في حين سجلت الكثافة السكانية 242 نسمة لكل كيلومتر مربع (626.8/ميل2). وبلغ عدد الوحدات السكنية 283 وحدة بمتوسط كثافة قدره 76.3 لكل كيلومتر مربع (197.6/ميل2).
وتوزع التركيب العرقي للمدينة بنسبة 96.77% من البيض و1.22% من الأمريكيين الأصليين و1.11% من الأعراق الأخرى و0.89% من عرقين مختلطين أو أكثر و2% من الهسبانيون أو اللاتينيون من أي عرق.
بلغ عدد الأسر 267 أسرة كانت نسبة 54.3% منها لديها أطفال تحت سن الثامنة عشر تعيش معهم، وبلغت نسبة الأزواج القاطنين مع بعضهم البعض 80.1% من أصل المجموع الكلي للأسر، ونسبة 4.9% من الأسر كان لديها معيلات من الإناث دون وجود شريك،  بينما كانت نسبة 2.6% من الأسر لديها معيلون من الذكور دون وجود شريكة وكانت نسبة 12.4% من غير العائلات. تألفت نسبة 11.6% من أصل جميع الأسر من عدة أفراد يعيشون في نفس المنزل ونسبة 3% كانت تتألف من شخص يعيش بمفرده يبلغ من العمر 65 عاماً أو أكثر. وبلغ متوسط حجم الأسرة المعيشية 3.36، أما متوسط حجم العائلات فبلغ 3.65.
بلغ العمر الوسطي للسكان 26.3 عاماً. وكانت نسبة 35.9% من القاطنين تحت سن الثامنة عشر، وكانت نسبة 11.9% بين الثامنة عشر والرابعة والعشرين عاماً، ونسبة 23.7% كانت واقعةً في الفئة العمرية ما بين الخامسة والعشرين والرابعة والأربعين عاماً، ونسبة 21.3% كانت ما بين الخامسة والأربعين والرابعة والستين، ونسبة 7.2% كانت ضمن فئة الخامسة والستين عاماً فما فوق. يوجد لكل 100 أنثى 102.3 ذكر، ويوجد لكل 100 أنثى في الثامنة عشر من عمرها فما فوق 100.0 ذكر.
بلغ متوسط دخل الأسرة في المدينة 46,563 دولارًا، أما متوسط دخل العائلة فبلغ 51,528 دولارًا. وكان متوسط دخل الذكور 39,375 دولارًا مقابل 20,795 دولارًا للإناث. وسجل دخل الفرد الخاص بالمدينة 15,906 دولارًا. وكانت نسبة 2.4% من العائلات ونسبة 3.8% من السكان تحت خط الفقر، وكان من هؤلاء نسبة 3.1% تحت سن الثامنة عشر ونسبة 9.8% في الخامسة والستين من العمر وما فوق.

### تعداد عام 2010
بلغ عدد سكان مندون 1,282 نسمة بحسب تعداد عام 2010، وبلغ عدد الأسر 359 أسرة وعدد العائلات 306 عائلة مقيمة في المدينة. في حين سجلت الكثافة السكانية 345.6 نسمة لكل كيلومتر مربع (895.1/ميل2). وبلغ عدد الوحدات السكنية 374 وحدة بمتوسط كثافة قدره 100.8 لكل كيلومتر مربع (261.1/ميل2).
وتوزع التركيب العرقي للمدينة بنسبة 95.40% من البيض و0.62% من الأمريكيين الأفارقة و0.31% من الأمريكيين الأصليين و0.31% من الأمريكيين ذوي الأصول الآسيوية و0.39% من سكان جزر المحيط الهادئ و1.25% من الأعراق الأخرى و1.72% من عرقين مختلطين أو أكثر و4.21% من الهسبانيون أو اللاتينيون من أي عرق.
بلغ عدد الأسر 359 أسرة كانت نسبة 52.9% منها لديها أطفال تحت سن الثامنة عشر تعيش معهم، وبلغت نسبة الأزواج القاطنين مع بعضهم البعض 76.3% من أصل المجموع الكلي للأسر، ونسبة 5.6% من الأسر كان لديها معيلات من الإناث دون وجود شريك،  بينما كانت نسبة 3.3% من الأسر لديها معيلون من الذكور دون وجود شريكة وكانت نسبة 14.8% من غير العائلات. تألفت نسبة 14.5% من أصل جميع الأسر من عدة أفراد يعيشون في نفس المنزل ونسبة 7% كانت تتألف من شخص يعيش بمفرده يبلغ من العمر 65 عاماً أو أكثر. وبلغ متوسط حجم الأسرة المعيشية 3.57، أما متوسط حجم العائلات فبلغ 3.96.
بلغ العمر الوسطي للسكان 29.2 عاماً. وكانت نسبة 41.5% من القاطنين تحت سن الثامنة عشر، وكانت نسبة 5.9% بين الثامنة عشر والرابعة والعشرين عاماً، ونسبة 23.9% كانت واقعةً في الفئة العمرية ما بين الخامسة والعشرين والرابعة والأربعين عاماً، ونسبة 19.4% كانت ما بين الخامسة والأربعين والرابعة والستين، ونسبة 9.3% كانت ضمن فئة الخامسة والستين عاماً فما فوق. وتوزع التركيب الجنسي للسكان بنسبة 49.4% ذكور و50.6% إناث.

## أعلام
- هارفي هانكوك